# Tumbas monumentales de Selca e Poshtme
Las tumbas monumentales de Selca e Poshtme son varias tumbas de la Antigüedad halladas en las proximidades del pueblo de Selca e Poshtme, en el municipio de Pogradec, en Albania. Están situadas en el valle del río Shkumbin, cerca del lago de Ocrida, un área ocupada históricamente por la tribu de los dasaretas. Se ha sugerido que las tumbas estarían relacionadas con la antigua ciudad de Pelión.
Estas tumbas fueron descubiertas en la década de 1940, pero las excavaciones arqueológicas se llevaron a cabo hasta 1971. Se trata de cinco tumbas construidas en torno a los siglos IV y III a. C., aunque algunas de ellas fueron reutilizadas posteriormente. Cuatro de las cinco están excavadas en roca. 
La tumba I consta de una antecámara y una cámara funeraria. Tiene la fachada con cuatro pilastras, dos redondas y dos cuadradas, coronadas por capiteles de orden jónico y otros más sencillos. En los espacios entre las pilastras se supone que había pinturas al fresco. Esta tumba fue saqueada en la Antigüedad. 
Es destacable por su singularidad arquitectónica la tumba II, que tiene forma de teatro, con dos salas separadas: una en la parte superior para la realización de ceremonias y otra, en la parte inferior, para el enterramiento. 
La tumba III también consta de dos salas. A la de la parte superior pertenecen ocho pilastras con capiteles jónicos, y estaba decorada con relieves, pinturas y mosaicos. En la cámara funeraria se encontraron dos sarcófagos con restos de cuatro cuerpos y seis montones de cenizas, que se supone que fueron depositados durante una reutilización de la tumba, en la segunda mitad del siglo III a. C.. En esta tumba se ha hallado un rico ajuar funerario, que incluye recipientes de cerámica, vasijas de bronce, armas de hierro y joyas de oro. Son destacables cuatro pendientes y la hebilla de un cinturón decorado con la escena de una batalla y seres mitológicos.
Otro grupo de tumbas monumentales excavadas en roca está separado de las tres anteriores. Este grupo consta de tres tumbas, una de ellas inacabada. La tumba IV contiene varias inscripciones con un nombre que podría ser el del constructor de los elementos decorativos de la tumba. Contenía un sarcófago y había sido saqueada en la Antigüedad. 
La tumba V, que es la única que no está excavada en roca, es una construcción que consta de una antecámara y de una cámara funeraria. Es cuadrangular y está cubierta por una bóveda cilíndrica. También fue saqueada.
Los objetos hallados se conservan en el Museo Arqueológico Nacional de Tirana.

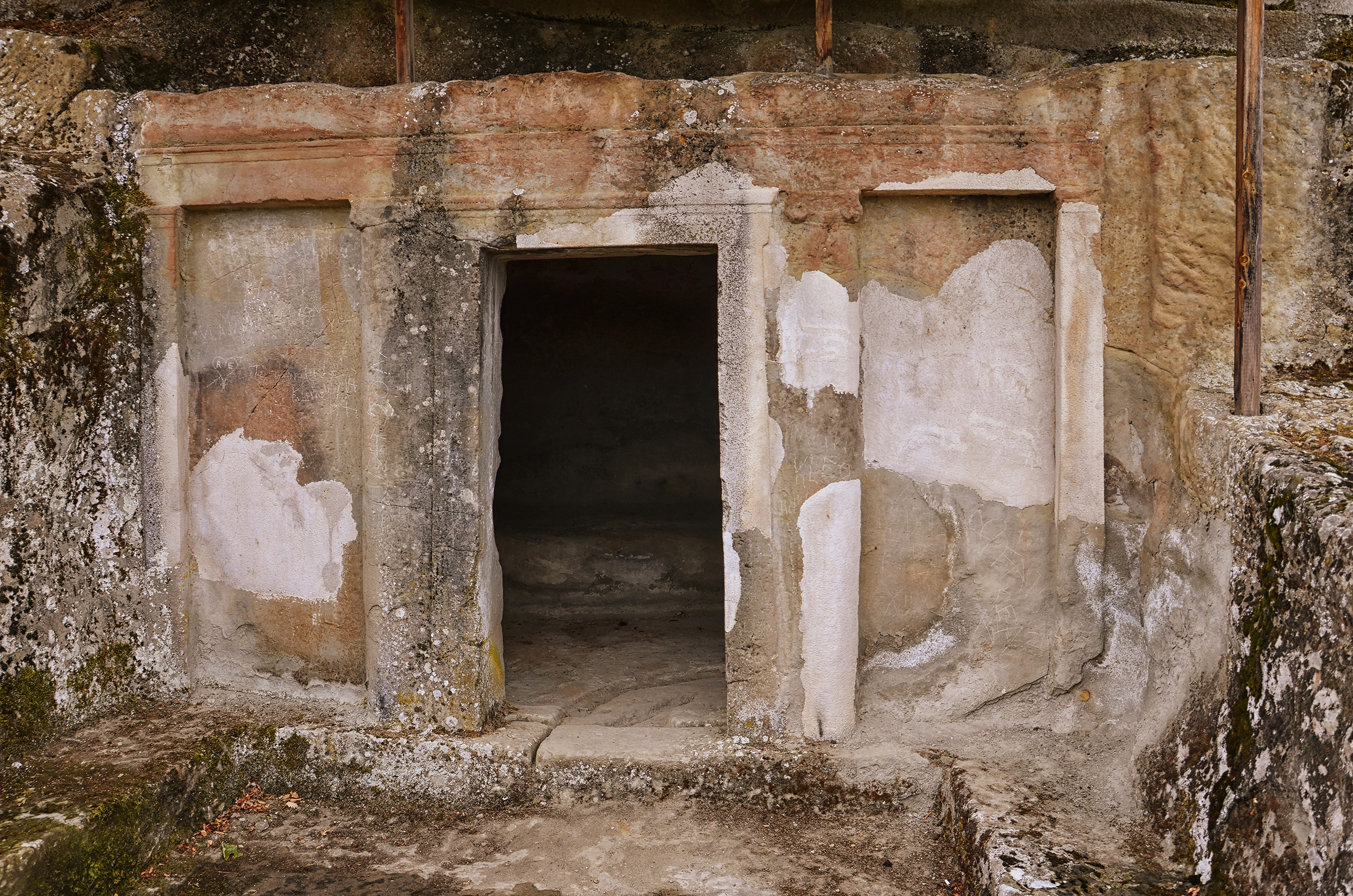
Tumba I
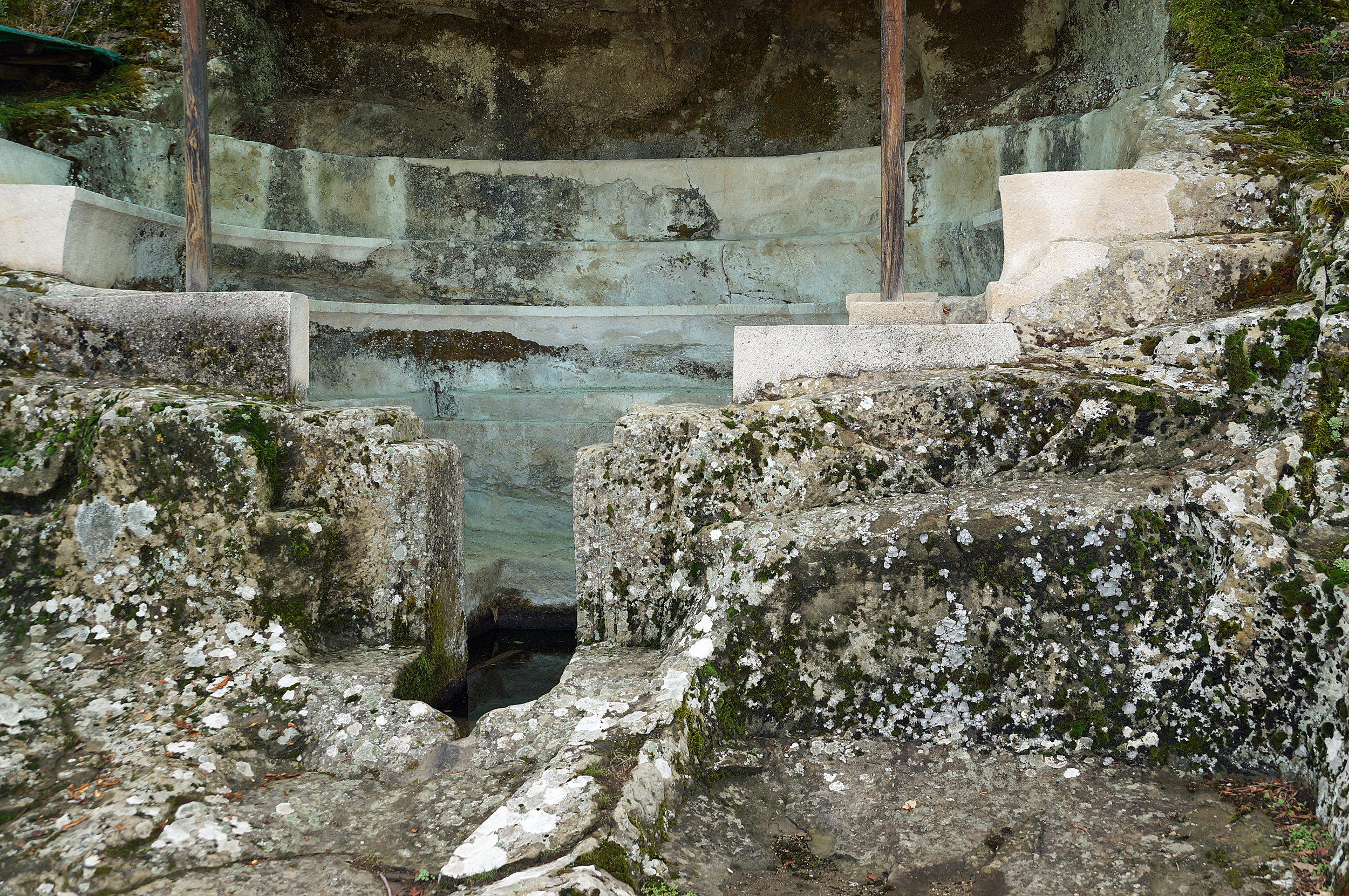
tumba II
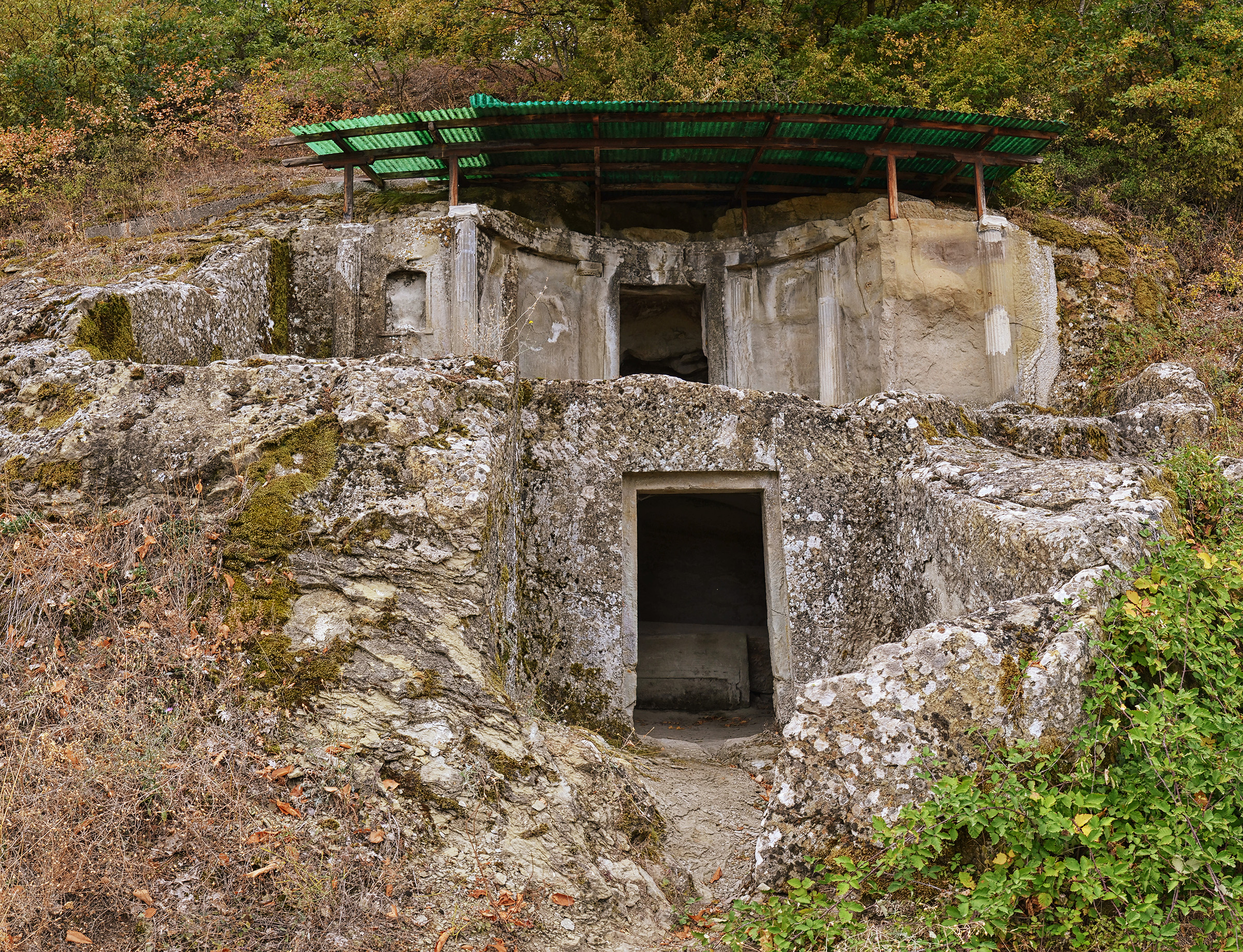
Tumba III
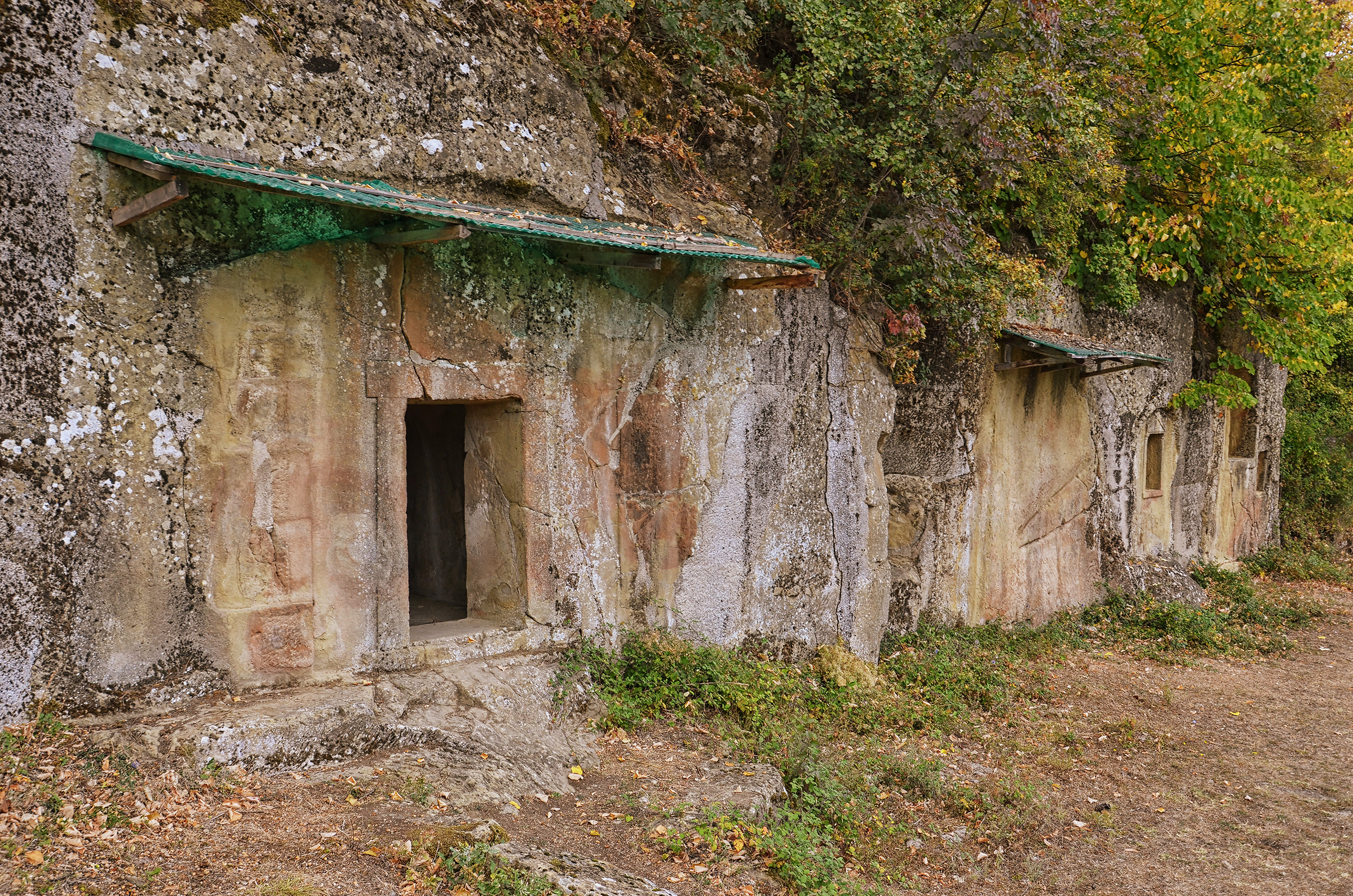
Tumba IV
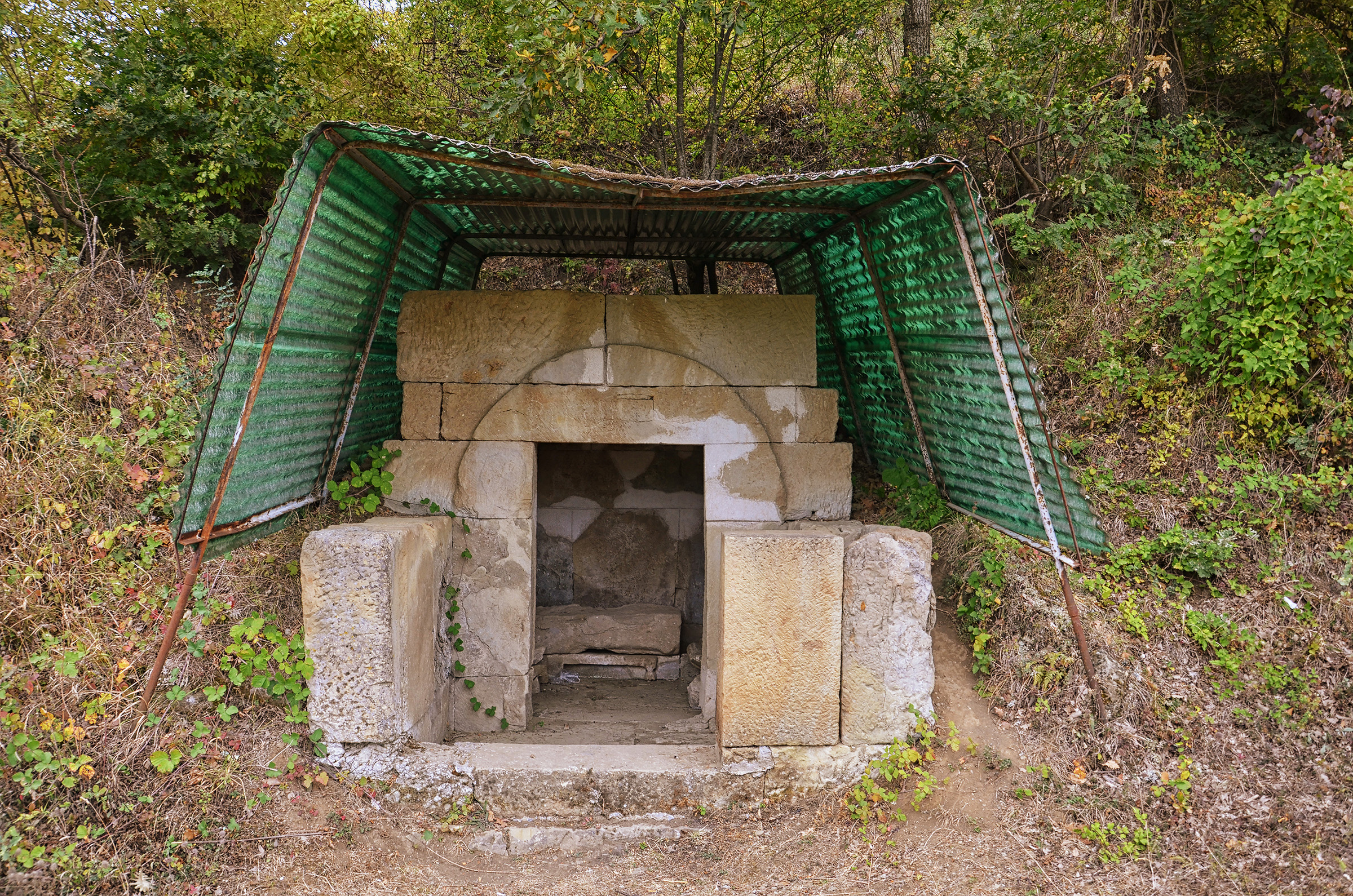
Tumba V